# Proshermacha armigera
Espèce
Synonymes
- Aname armigera Rainbow & Pulleine, 1918

Proshermacha armigera est une espèce d'araignées mygalomorphes de la famille des Anamidae.

## Distribution
Cette espèce est endémique du Mid West en Australie-Occidentale,. Elle se rencontre vers Mullewa (en).

## Description
La carapace de la femelle holotype mesure 8,8 mm de long sur 7,3 mm et l'abdomen 9 mm de long sur 6,2 mm.
La femelle décrite par Harvey, Gruber, Hillyer et Huey en 2020 mesure 21,1 mm.

## Systématique et taxinomie
Cette espèce a été décrite sous le protonyme Aname armigera par Rainbow et Pulleine en 1918. Elle est placée dans le genre Proshermacha par Harvey, Gruber, Hillyer et Huey en 2020.

## Publication originale
- Rainbow & Pulleine, 1918 : « Australian trap-door spiders. » Records of the Australian Museum, vol. 12, p. 81-169 (texte intégral).